# 核基因

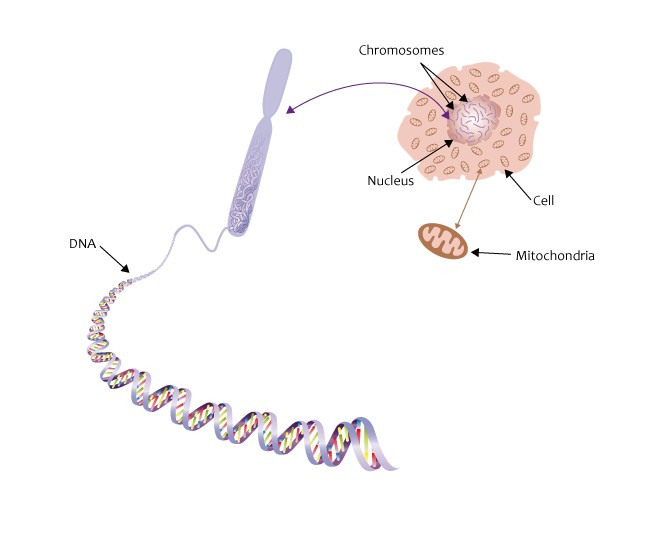
核基因位置示意图

核基因（英語：Nuclear gene）是指DNA核苷酸序列位于真核生物细胞核内的基因，该术语主要用于区分位于细胞核中和存在于线粒体或叶绿体中的基因。真核生物的绝大多数基因都是核基因。

## 结构
真核生物基因组具有独特的高级染色质结构，这些紧密排列的结构与基因表达密切相关。染色质在压缩基因组以适应细胞核空间的同时，也确保了在基因转录、复制和DNA 修复等过程中需要时能够及时利用相关基因。 基因组功能的整体运作依赖于细胞核结构和基因组调控机制之间的关系，其中涉及的多种复杂机制和生化途径都可能影响基因组中单个基因的表达。
另外，线粒体蛋白、代谢酶、DNA聚合酶、RNA聚合酶、核糖体蛋白，以及线粒体DNA的调控因子均由核基因编码。由于核基因构成了所有真核生物的遗传基础，因此任何影响核基因表达的因素都会直接影响个体的细胞基因型和表现型。
细胞核中还存在一些被称为“核小体”的亚核结构，这些结构是动态调控的，有助于提升核内各种生物过程的效率。例如，活跃的基因可能从染色体区域迁移并集中到称为“转录工厂”（transcription factories）的核内区域，以提高转录效率。

## 功能
作为所有真核生物的遗传基础，核基因的表达情况直接影响到细胞层面的各种性状。
细胞中的大多数蛋白质，例如大部分的细胞器蛋白，都来源于由核基因转录的信使RNA。这些蛋白和其他核基因编码的产物一样，都在细胞质中合成，然后再被运送到细胞器中。核基因一般线性排列于染色体上，不仅便于基因复制，也参与调控基因的表达。因此，核基因的拷贝数通常受严格控制，每个细胞周期只复制一次。
像血小板这样的无核细胞则不含有核DNA，因此必须依赖其他方式获得合成蛋白所需的RNA。
以人类核基因组的33亿个碱基对为背景，一个典型的核基因例子是MDH1，即苹果酸脱氢酶1基因。在柠檬酸循环等多种代谢通路中，MDH1都负责编码一种胞质同工酶，能够催化苹果酸与草酰乙酸之间的可逆氧化反应，使苹果酸得以通过苹果酸-天冬氨酸穿梭系统穿过线粒体膜，并转化为草酰乙酸，从而参与进一步的细胞代谢功能。该基因和众多核基因一样，在生物体的整体生理功能中发挥着关键作用。
许多来自细胞核的转录因子都负责电子传递链（呼吸链）的表达，同时也可能参与了线粒体功能的调控。例如NRF1（核呼吸因子1）不仅调控编码呼吸链蛋白的基因，还作用于生物合成中的限速酶，以及线粒体DNA的复制与转录相关元件。而NRF2则确保了细胞色素c氧化酶的IV亚基（COXIV）和Vb亚基（COXVb）生成的最大化。
而线粒体、叶绿体等起源自内共生的细胞器尽管位置上与细胞核相分离，其基因却可以通过多种方式与核基因相互作用，而细胞核基因在细胞器基因的表达中也起着关键作用。线粒体基因所产生的代谢物或肽类等物质也可以转移至细胞核，从而影响、调控核基因的表达。

## 应用
核基因序列在现代遗传学中有着众多应用，其中之一是用于研究物种形成及推断物种亲缘及演化历史。
对于植物等基因组重复性较高的生物类群，核基因因其低拷贝的特性，对于提升系统发育树的节点分辨率、厘清近缘谱系的关系和分化先后顺序有着极高价值，特别是在叶绿体DNA和核糖体DNA等通用标记不足的情况下。核基因中进化较快的内含子能够为近缘物种的界定提供关键的系统发育学证据。然而，核基因的使用目前也面临一些挑战，例如通用的标记数量较为有限，且基因家族结构复杂。尽管低拷贝核基因的获取需要额外的湿实验或下游生信分析操作（例如靶向捕获技术target capture），随着测序及配套分析手段的进步，这一方法的实操可行性逐年递增。
由于核基因是所有真核生物的遗传基础，因此任何能够影响其表达的因素都会直接影响该生物在细胞水平上的特征。线粒体和叶绿体等内共生细胞器基因之间的相互作用只是作用于核基因组的众多因素中的一小部分。